# A hét mesterlövész (film, 2016)
A hét mesterlövész (eredeti címén: The Magnificent Seven) 2016-ban bemutatott amerikai akció-western, melyet Antoine Fuqua rendezett. A forgatókönyvet Nic Pizzolatto és Richard Wenk írta. A film az 1960-ban bemutatott azonos című western remakeje.
A főbb szerepekben Denzel Washington, Chris Pratt, Ethan Hawke, Vincent D’Onofrio, I Bjonghon, Manuel Garcia-Rulfo, Martin Sensmeier, Haley Bennett és Peter Sarsgaard látható.
Az Amerikai Egyesült Államokban 2016. szeptember 23-án mutatták be, Magyarországon egy nappal hamarabb került mozikba szinkronizálva, szeptember 22-én a Fórum Hungary forgalmazásában.
A film forgatása 2015. május 18-án kezdődött Észak-Louisianában. Világpremierje szeptember 8-án volt a 2016-os Torontói Nemzetközi Filmfesztiválon.

## Történet
1870-ben, az amerikai polgárháború után pár évvel Rose Creek városát egy iparmágnás, Bartholomew Bogue tartja uralma alatt.  Sam Chisolm, a fejvadász, Josh Faraday, a hazárdjátékos, Goodnight Robicheaux, a mesterlövész, Jack Thorne, a nyomolvasó, Bill Rocks, a bérgyilkos, Vasquez, a mexikói törvényen kívüli és Véres Aratás, komancs harcos a lakosok védelmére siet, felkészülve a végső összecsapásra. A városba érve azonban szembesülnek azzal, hogy nem csupán a Rose Creek lakosaitól kapott zsoldjukért kell harcolniuk.

## Szereplők

### A hét mesterlövész
| Szerep                                   | Színész             | Magyar hang     |
| ---------------------------------------- | ------------------- | --------------- |
| Sam Chisolm, fejvadász, a hetek vezetője | Denzel Washington   | Kálid Artúr     |
| Josh Farraday, hazárdjátékos             | Chris Pratt         | Miller Zoltán   |
| Billy Rocks, bérgyilkos                  | I Bjonghon          | Varju Kálmán    |
| Goodnight Robicheaux, mesterlövész       | Ethan Hawke         | Kaszás Gergő    |
| Vasquez, mexikói törvényen kívüli        | Manuel Garcia-Rulfo | Makranczi Zalán |
| Jack Horne, nyomolvasó                   | Vincent D’Onofrio   | Besenczi Árpád  |
| Véres Aratás, komancs harcos             | Martin Sensmeier    | Fehér Tibor     |

### További szereplők
| Szerep                                | Színész         | Magyar hang       |
| ------------------------------------- | --------------- | ----------------- |
| Bartholomew Bogue, korrupt iparmágnás | Peter Sarsgaard | Rajkai Zoltán     |
| Emma Cullen                           | Haley Bennett   | Szilágyi Csenge   |
| Matthew Cullen, Emma férje            | Matt Bomer      | Seres Dániel      |
| Teddy Q                               | Luke Grimes     | Szatory Dávid     |
| McCann                                | Cam Gigandet    | Dévai Balázs      |
| Josiah                                | Billy Slaughter | Karácsonyi Zoltán |